# Ilse Teipelke
Ilse Teipelke (* 1946 in Preetz) ist eine deutsche Multimediakünstlerin.

## Leben und Werk

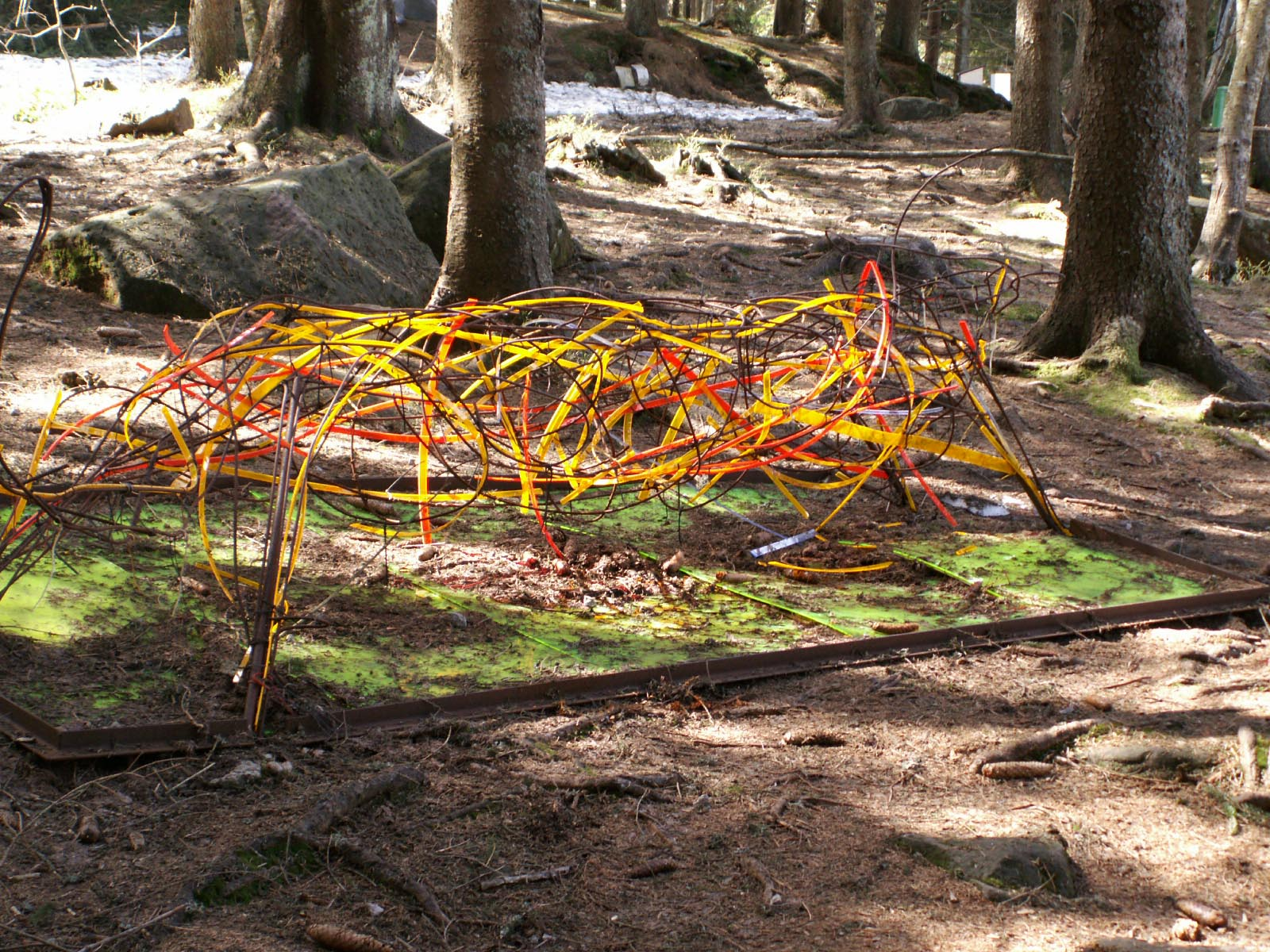
„Der Tiger des Herrn von Grimmelshausen“ Kunstpfad am Mummelsee, Ilse Teipelke

Ilse Teipelke studierte Bildhauerei an der Staatlichen Akademie der Bildenden Künste Stuttgart. Sie lehrte am Figurentheater-Kolleg in Bochum und an der Hochschule für Künste Bremen (mit Anna Oppermann und Eva-Maria Schön).

„„Der Berg“, ihre Performance für die documenta 8, ist aus Klangexperimenten mit Terrakottastücken entstanden. Bei dieser „Erfindung“ handelt es sich um die Geräusche von in Wasser getauchten Keramikteilen. Abhängig vom verwendeten Material, seiner Form und der Temperatur, in der es gebrannt wurde, wird bei diesem Tauchvorgang durch die entweichende Luft ein Geräuschspektrum unglaublicher Vielfalt hörbar. Über Mischpult verstärkt und im Detail visuell erlebbar durch Mikroaufnahmen der Künstlerin Hella Böhm, eröffnen die Ton-Stücke von Ilse Teipelke einen Bereich bislang ungehörter Musik aus dem Inneren der Erde.“

## Ausstellungen (Auswahl)
- 2023 „repair and rescue“, Kunstverein Offenburg-Mittelbaden (solo)[3]
- 2022 „WIR SIND!“, Frauenmuseum Bonn
- 2014 „Hotel Sehnsucht“, Kehl (solo)[4]
- 2014 „Auf Leben und Tod“, Hanauer Museum[5]
- 2011 „Rundschau“ (mit P. Böttcher), Landkreisamt, Freiburg, Freiburg im Breisgau
- 2011 „Duett“ (mit I. Wawrin), Staatliche Majolika Manufaktur Karlsruhe, Karlsruhe
- 2009 „Allegro–Ma Non Troppo“ (mit M. Drea), Georg-Scholz-Haus, Waldkirch
- 2008 „Bettelkunst“ Franziskanermuseum Villingen-Schwenningen, Villingen-Schwenningen
- „Marchtaler Fenster–Neue Kunst“ für zeitgenössische Kunst aus Baden-Württemberg im Innenhof der Klosteranlage Obermarchtal, Obermarchtal
- 2007 „X mal ICH“, Städtische Galerie Fruchthalle Rastatt
- 2000 „Der Tiger des Herrn von Grimmelshausen“ Kunstpfad am Mummelsee, Seebach
- 1987 documenta 8, Kassel

## Auszeichnungen
- DAAD-Stipendium für San Francisco Art Institute
- Stipendium Kunststiftung Baden-Württemberg
- Förderung durch das Institut für Auslandsbeziehungen, Stuttgart
- Erster Preis „Plastik“-Wettbewerb Keramik Offenburg[6]
- Verdienstorden des Landes Baden-Württemberg 2021[7]